# IC 1521
IC 1521 ist eine elliptische Galaxie vom Hubble-Typ E4 im Sternbild Walfisch südlich der Ekliptik. Sie ist schätzungsweise 385 Millionen Lichtjahre von der Milchstraße entfernt und hat einen Durchmesser von etwa 55.000 Lichtjahren.
Das Objekt wurde am 16. September 1892 von Stéphane Javelle entdeckt.